# Eugenio Cajés

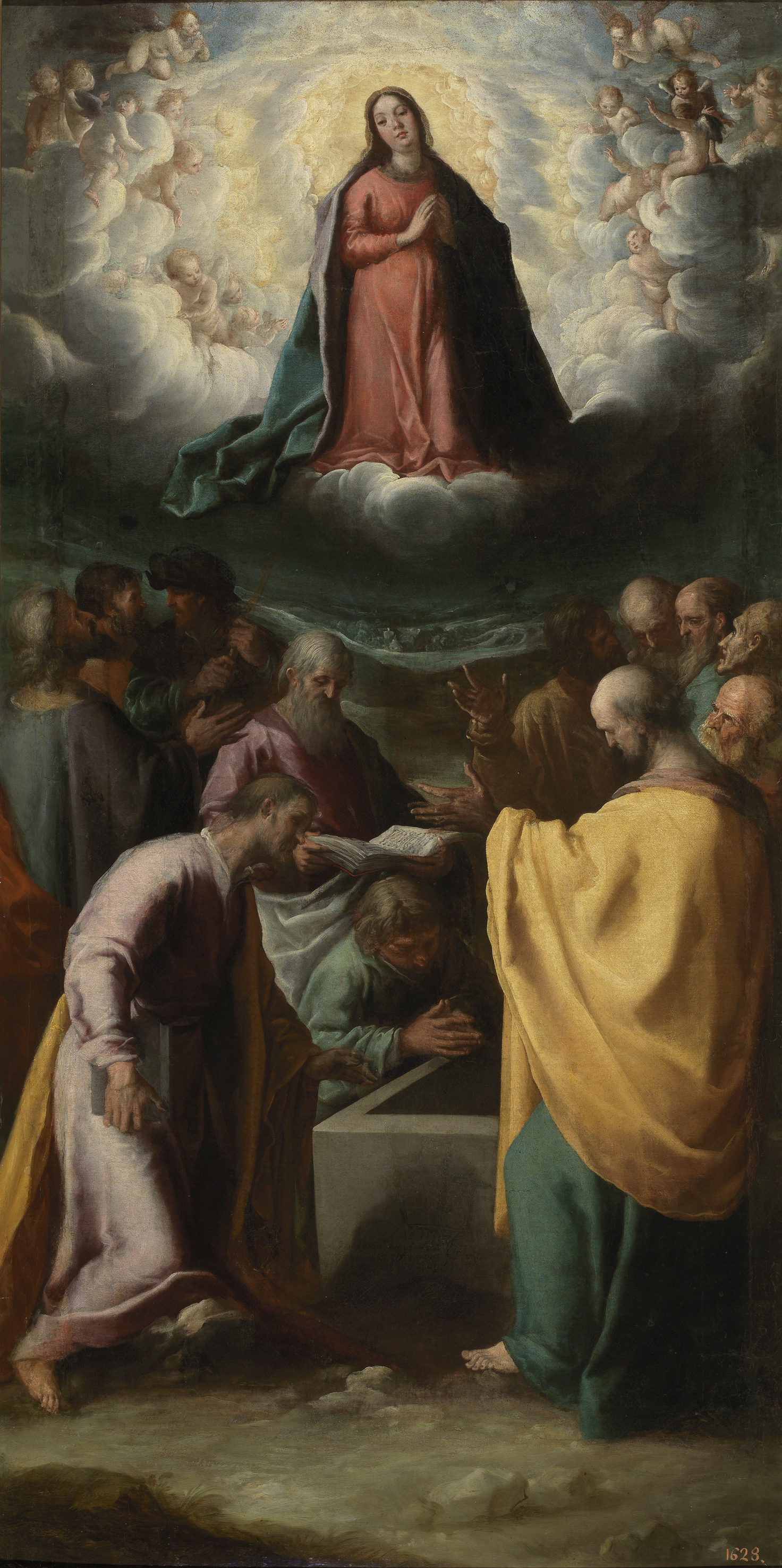
Asunción de la Virgen. Óleo sobre lienzo, 137,5 x 70 cm. Museo del Prado, en depósito en la Real Academia de Jurisprudencia y Legislación

Eugenio Cajés de la Fuente (Madrid, 1575/1574-Madrid, 15 de diciembre de 1634) fue uno de los pintores más característicos del primer tercio del siglo XVII español y uno de los pilares fundamentales del naturalismo madrileño.
Su figura fue reconocida ya en su época, así Lope de Vega, con quien trabó amistad e intereses artísticos, lo cita en el Laurel de Apolo. También encontramos su figura en la literatura artística posterior (Jusepe Martínez, Antonio Palomino).
Se consideran discípulos suyos a los pintores Antonio de Puga, Luis Fernández, Antonio de Lanchares y Jusepe Leonardo.

## Biografía
Cajés es una de las formas de castellanización de Cascese, topónimo toscano y apellido del pintor aretino Patricio Cajés, padre de Eugenio, que se estableció en Madrid en 1567 para ejercer como pintor y decorador de paramentos al servicio de Felipe II y otros clientes. Patricio se casó en 1573 con Casilda de Fuentes en la parroquia de San Sebastián. En el mismo templo fue bautizado Eugenio el 10 de enero de 1574, siendo el mayor de 8 hermanos.
Eugenio empezaría a formarse en el taller de su padre y, según Jusepe Martínez, estudió mucho tiempo en Roma. Bajo la tutela de Patricio, Eugenio aprendería las técnicas del fresco, el estuco y el dorado decorativo que luego aplicaría en encargos posteriores. Según declara en su testamento Pantoja de la Cruz, con quien trabó amistad Cajés, también habría aprendido la talla en marfil, pero no se conoce ninguna obra.
En 1598 Cajés contrae matrimonio en Madrid con Felipa de Ávila y Manzano, la hija de un carpintero de El Escorial fallecido al caer de un andamio, y se instala de la calle del Baño. Del matrimonio nacieron tres hijas y un hijo. Comienza entonces su prolífica actividad en la Corte donde, además de pintar, reivindicó la creación de una academia de pintura y la exención de gravámenes para el ejercicio de su oficio al considerarlo un arte liberal. Entre las numerosas obras ubicadas en iglesias de la capital que cita Palomino, solo un San Francisco sostenido por los ángeles, permanece en su ubicación original en la Capilla del Obispo.
En 1604 recibe junto con su padre el encargo de un retablo para San Felipe el Real, al que debe pertenecer el lienzo con el Abrazo de San Joaquín y Santa Ana (Madrid, Real Academia de San Fernando). En ese mismo año recibió el pago del encargo de copiar dos obras de Correggio, entonces en la Colección Real: Leda y el cisne y el Rapto de Ganimedes, regaladas entonces a Rodolfo II, donde demuestra su capacidad para reproducir la característica morbidezza del maestro italiano. Cultivó entonces también el género del retrato, como demuestra el Retrato del cardenal Cisneros (Universidad Complutense de Madrid).
Entre 1607 y 1609 trabajó en la decoración de la sala de Audiencias del palacio del Pardo, donde además realizó otros trabajos en colaboración con su padre y con Vicente Carducho, pintor con el que trabajará en numerosas ocasiones en adelante. Juntos acometen los frescos de la capilla del Sagrario de la catedral de Toledo en 1615 y los retablos mayores del monasterio de Guadalupe (1618) y Algete (1619). Paralelamente, Cajés trabaja en algunos lienzos de gran formato en Toledo donde muestra un estilo propio ya formado. Son de esta época el San Pedro crucificado de la Catedral, La Anunciación del Convento de Santo Domingo el Antiguo y, en particular, la Santa Leocadia del templo homónimo, relacionada formalmente con otra pintura de Cajés: La Virgen con el Niño del Museo del Prado.
En 1628 solicita la plaza de ujier de cámara, que es estimada por el monarca, aunque no llegó a hacerse efectivo el nombramiento.
De los años finales de su producción son  La Asunción (1629) y El Martirio de San Felipe (1630) de la parroquia de Torrelaguna o el Cristo en el Calvario antes de la Crucifixión (Museo del Prado). En estos mismos años pinta una Historia de Agamenón que colgó en el Alcázar y hoy perdida, y trabajó en dos lienzos de batallas de gran formato para el Salón de Reinos del Palacio del Buen Retiro, dejándolos inacabados al morir en 1634. De estos, Carducho terminó La expulsión de los holandeses de la isla de San Martín por el marqués de Cadereita, obra perdida en la Guerra de la Independencia, y Antonio de Puga y Luis Fernández terminaron La recuperación de San Juan de Puerto Rico, actualmente en el Museo del Prado.
Eugenio Cajés fue enterrado en la iglesia de San Felipe el Real de Madrid.

## Obra

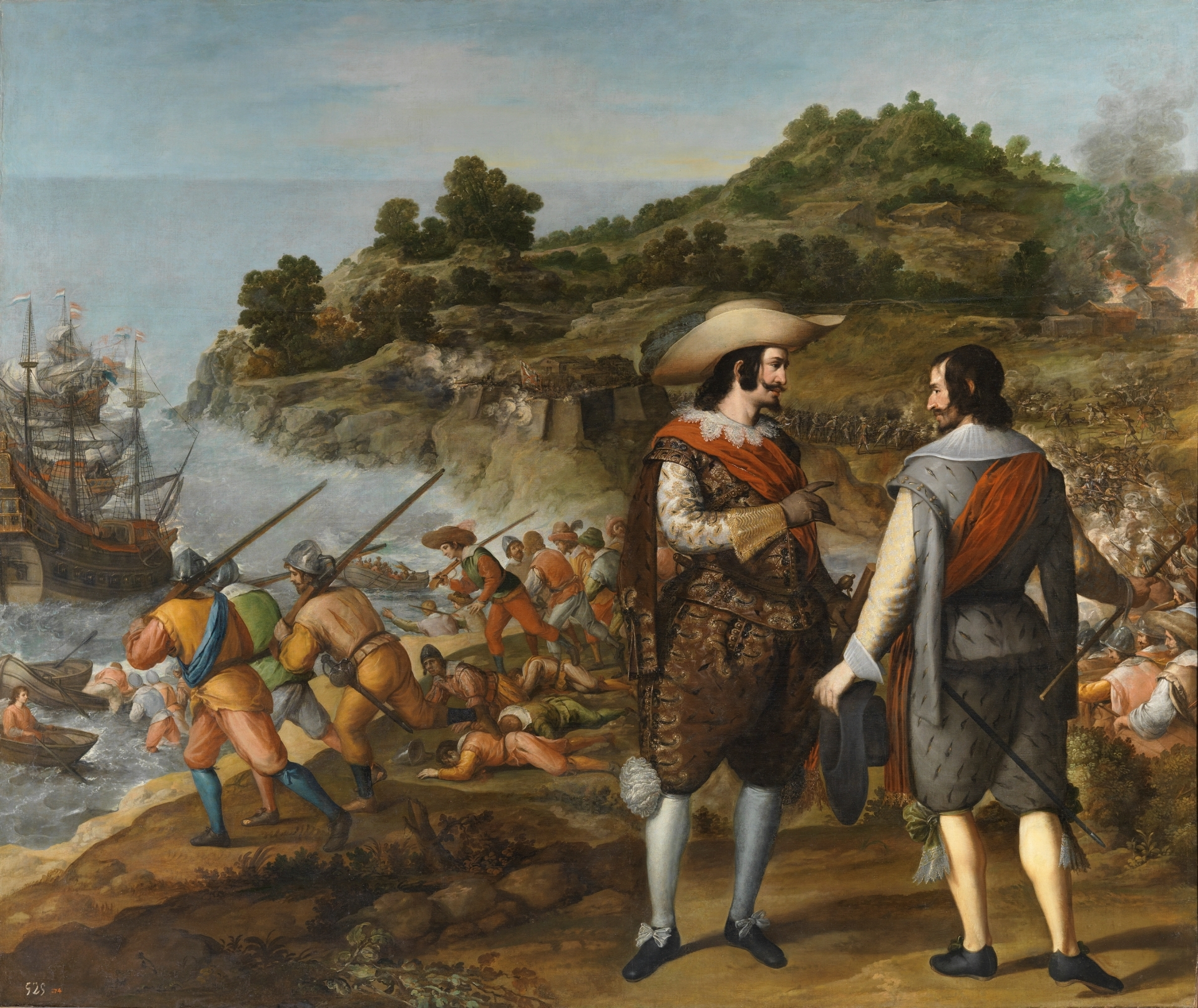
La recuperación de San Juan de Puerto Rico, 1634-1635. Óleo sobre lienzo, 290 x 344 cm. Pintado para el Salón de Reinos del Palacio del Buen Retiro, no pudo ser acabado por Cajés, fallecido en diciembre de 1634, y es probable que en él trabajasen también Antonio de Puga en el paisaje y Luis Fernández en las figuras del primer término.

Son constantes en su obra un estilo delicado, de suaves líneas y rostros dulces e inexpresivos. Su estilo evidencia el influjo de Correggio y de Maíno en la morbidez de sus formas y en un modelado de gran plasticidad que hace muy característica la forma de pintar de Cajés. Incorpora también en sus pinturas un claroscuro intimista de vinculación caravaggista y una mayor libertad respecto de sus contemporáneos en el uso del dibujo, como se aprecia en los muchos diseños conservados de su mano.
Su pintura va a evolucionar a partir de la influencia de los pintores de El Escorial y del Manierismo reformado, de donde aprende a elaborar composiciones equilibradas, con figuras de complexión ancha, canon alargado, colores ácidos y un tratamiento muy voluminoso de los paños.
Conforme va madurando estilo, incorpora cada vez más aspectos del primer naturalismo bajo el influjo de Bartolomé y Vicente Carducho, apreciándose ecos de la obra de Sebastiano del Piombo y Ribalta: la paleta se hace más contenida, su técnica más ligera y segura, en las figuras domina la monumentalidad y la verticalidad y se aprecia un mayor control de los efectos quebrados y mórbidos de los paños.